# Palazzo dei Diamanti (Ferrara)
Lampeggia, palazzo spirtal de'dïamanti,
e tu, fatta ad accôrre sol poeti e duchesse,
 o porta de' Sacrati, sorridi nel florido arco!— Giosuè Carducci, à cidade de Ferrara
O Palazzo dei Diamanti é um dos monumentos mais célebres de Ferrara e do Renascimento italiano. Situa-se no Corso Ercole I d'Este, nº 21, no Quadrivio degli angeli (Cruzamento dos Anjos), mesmo no centro da Addizione Erculea.

## História
O Palazzo dei Diamanti de Ferrara foi desenhado pelo arquitecto e urbanista Biagio Rossetti, por ordem de Sigismondo d'Este (1433-1507), irmão do Duque Ercole I. A construção foi empreendida entre 1493 e 1503.
Em 1567, um outro Sigismondo d'Este (?-1579), neto do construtor do palácio, mandou restaurar o edifício, ficando Bernardino Brugnoli responsável por tais trabalhos. Especula-se sobre as possibilidades deste arquitecto ter sido o autor do Palazzo dei Diamanti de Verona e do palácio de Ferrara ter servido de modelo ao de Verona.

## Arquitectura
A principal característica do edifício é o colmeado exterior, em forma de pontas de diamante, que dá o nome ao palácio. Os cerca de 8.500 blocos de mármore branco com veios em rosa criam ricos efeitos perspectivos graças aos diversos ornamentos das pontas, colocadas com orientação diferente de forma diferente a captar melhor a luz (ora em direcção ao chão, ora centralmente, ora em direcção ao alto, na saliência da parte inferior do monumento).
Também são célebres os candelabre (motivo ornamental) e a decoração fitomorfa da esquina.
O interior apresenta um típico pátio renascentista com claustro e um poço de mármore, sendo este último elemento uma característica peculiar dos jardins de Ferrara.

## A Pinacoteca Nacional

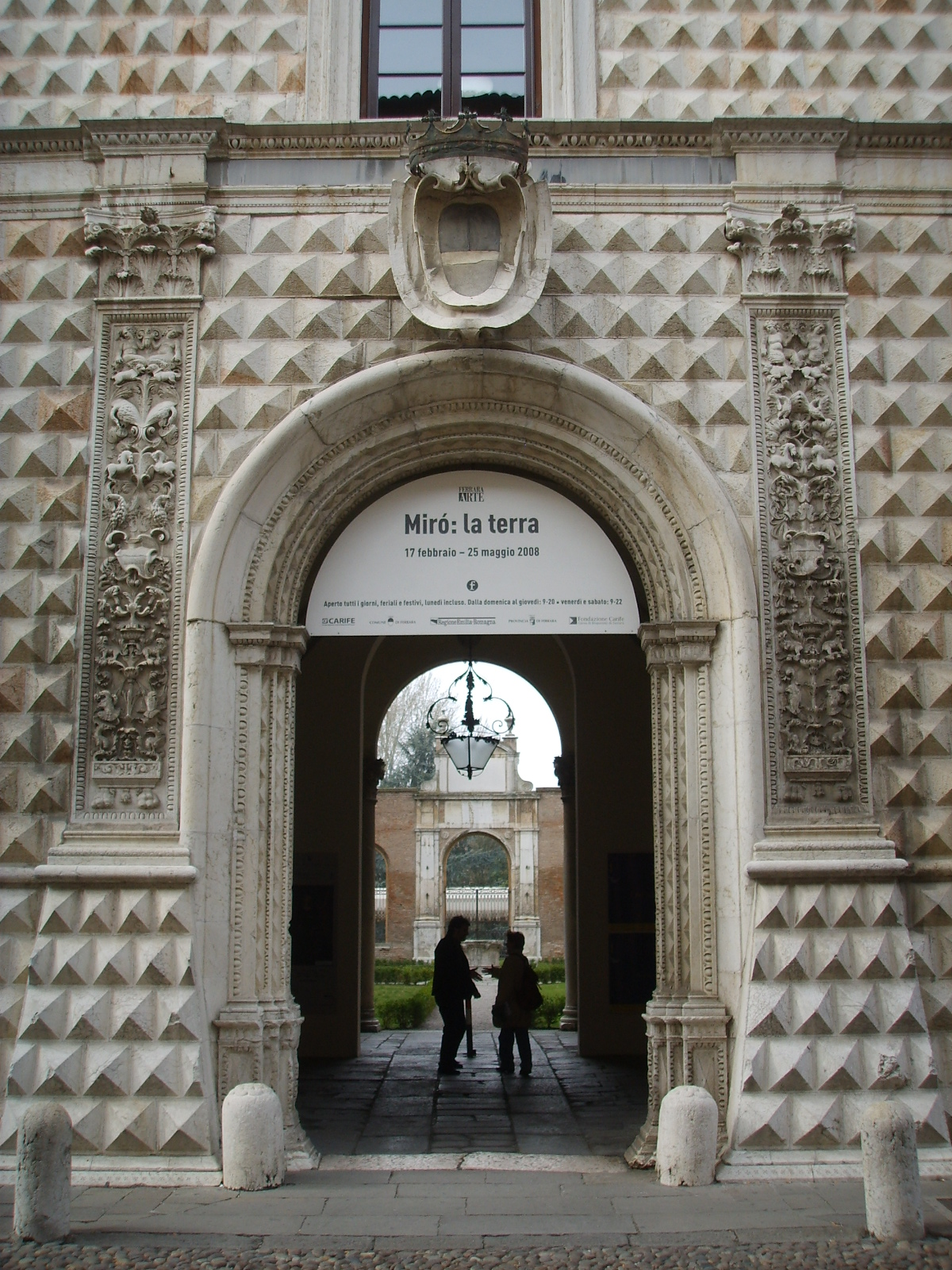
Entrada do Palazzo dei Diamanti.

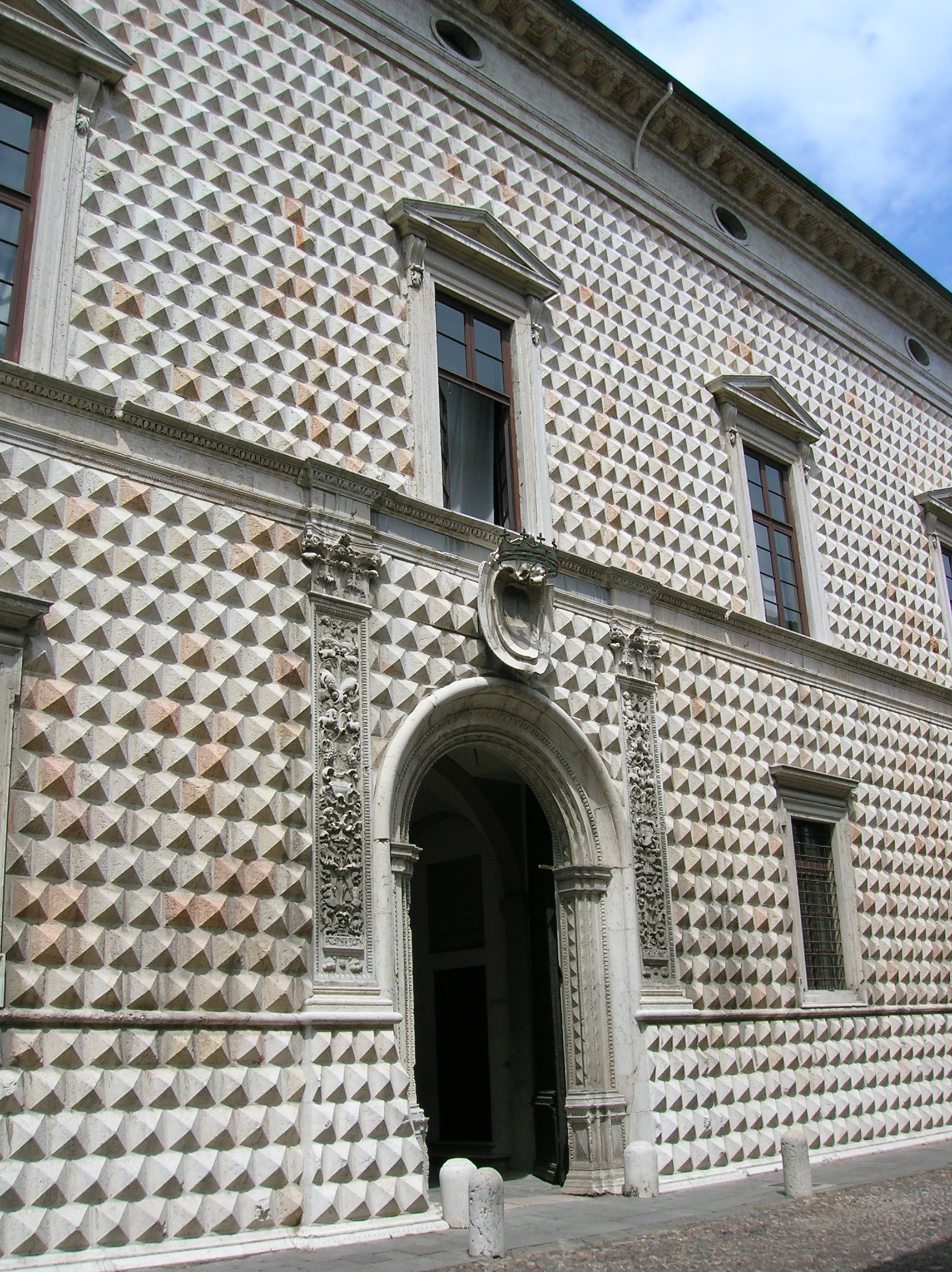
Fachada do Palazzo dei Diamanti.

No andar nobre (piano nobile), o palácio hospeda a Pinacoteca Nacional (Pinacoteca Nazionale), com pinturas fundamentais da Escola de Ferrara, da Idade Média ao século XVIII.
As pinturas mais antigas são grandes afrescos estucados (Trionfo di sant'Agostino - Triunfo de Santo Agostinho - dr Serafino da Modena) ou quadros com fundo em ouro.
Cosmè Tura, Ercole de' Roberti, Vicino da Ferrara e Michele Pannonio são os principais artistas ferrarenses do século XV, rapresentados por várias obras.
De autor incerto são a Musa Erato e a Musa Urania, provenientes do Estúdio do Marquês Leonello d'Este.
O século XVI é representado pelo mestre do classicismo Garofalo, presente com numerosas obras, de entre as quais se destaca a Pala Costabili, executada em colaboração com Dosso Dossi. O período do Maneirismo é testemunhado por obras de Bastianino, caracterizadas por uma fisionomia derivada da obra de Michelangelo, que mais tarde se rarefaz nas obras mais etéreas. Outros mestres presentes com as suas obras são Vittore Carpaccio, Ortolano, Manieri, Panetti, Coltellini eMaestro degli Occhi Spalancati, entre outros.